# حسين أباد (دشتاب)
حسین أباد (بالإنجليزية: Hoseynabad, Baft)‏ هي مستوطنة تقع في إيران في قسم دشتاب الريفي. يقدر عدد سكانها بـ 29 نسمة .